# Релапс
Релапс, рецидив или пад у претходно горе стање у медицини означава понављање, после дужег или мањег времена, претходно елиминисаног патолошког процеса, услед постојаности стања која предиспонирају или олакшавају понављање патогеног фактора. 
Релапс се такође односи на повратак употреби супстанце или понашање које изазива зависност, као што је пушење дувана или злоупотреба алкохола. На пример, неко ко је потпуно престао да пије неко време, рецимо шест месеци, доживео би рецидив ако би почео поново да пије на нездрав начин. Америчко друштво за медицину зависности (АСАМ) дефинише релапс као понављање бихејвиоралних или других суштинских показатеља активне болести након периода ремисије.

## Оште информације
Релапс се углавном карактерише истим симптомима као и претходне манифестације, али у другим случајевима може дати сложенију и озбиљнију клиничку слику, у односу на могућност да се узрочник понови или може постане вирулентнију у ситуацији смањена отпорност организма (имуносупресија).
Релапс није редак догађај код инфективних болести, али се овај израз посебно користи у онкологији када се након уклањања рак врати у исту област тела која је претходно лечена. Ово може бити због присуства микрометастаза, које су остале у подручју након операције, а које се нису могле елиминисати ниједном адјувантном хемотерапијом или радиотерапијом (након операције).
У интерној медицини, се више користи израз рецидив или рецидивизам за понављање прошлог (обично медицинског) стања. На пример, мултипла склероза и маларија често показују врхунце активности, а понекад и веома дуге периоде мировања, праћене релапсом или рекрудесценцијом.
У психијатрији, рецидив или поновно успостављање понашања у потрази за дрогом, је понављање патолошке употребе дрога, самоповређивања или других симптома након периода опоравка. Релапс се често примећује код особа које су развиле зависност од дроге или неки облик зависности од дроге, као и оних који имају ментални поремећај.  Према томе у области зависности, релапс има специфичније значење — повратак на употребу супстанци након периода неупотребе. Било да траје недељу, месец или године, релапс је довољно чест у опоравку од зависности и сматра се природним делом тешког процеса промене. Између 40% и 60% појединаца има релапс током прве године лечења, према Националном институту за злоупотребу дрога . Повратак зависности је од посебног значаја јер представља ризик од предозирања ако неко користи онолико супстанце колико је то учинио пре престанка.